# مخیتار هامبارتسومیان
مخیتار هاتامی هامبارتسومیان (ارمنی: Մխիթար Հաթամի Համբարձումյան؛  زادهٔ ۲۹ دسامبر ۱۹۲۱ - درگذشته ۸ نوامبر ۱۹۸۶) یک فرد نظامی و چهره اقتصادی اهل ارمنستان بود.

## زندگی‌نامه
در ۲۹ دسامبر ۱۹۲۱ در چاکاتن به دنیا آمد . وی همچنین برنده نشان جنگ میهنی (درجه یک)، نشان پرچم سرخ کار، نشان دوستی خلق، نشان برجسته افتخار، نشان ستاره سرخ، مدال شجاعت (روسیه)، مدال کارگر ممتاز، مدال دفاع از قفقاز، مدال به خاطر پیروزی مقابل آلمان در جنگ بزرگ میهنی (۱۹۴۵–۱۹۴۱)، مدال تسخیر برلین، مدال آزادسازی ورشو، مدال به مناسبت یکصدمین سالگرد تولد ولادیمیر ایلیچ لنین شده است. وی در ۸ نوامبر ۱۹۸۶در سن ۶۴ سالگی در مسکو به ضرب گلوله کشته شد.